# Trino Flothuis
Trino Flothuis (Den Haag, 9 april 1939 - Oegstgeest, 16 juli 1969) was een Nederlandse journalist en programmamaker. Na een periode als leerling-journalist bij Het Vrije Volk week hij uit naar media als opinieweekblad Haagse Post en de VPRO-televisie.

## Levensloop

### Jonge jaren
Flothuis en zijn zeven jaar oudere zus Tineke werden als kinderen van NSB-ouders na de Tweede Wereldoorlog voor enige tijd uit huis geplaatst. Tijdens zijn middelbareschooltijd op de Johan de Witt HBS in Den Haag kwam Flothuis' tekentalent aan het licht. Meerdere malen won hij prijzen bij tekenwedstrijden die jaarlijks werden uitgeschreven door Elseviers Weekblad. Na de HBS ging hij als leerling-journalist aan de slag bij Het Vrije Volk, waar hij in 1962 ontslag nam. Als schrijver ging hij aan de slag bij opinieweekblad Haagse Post, waar de journalistieke bakens dankzij relatief jonge schrijvers als o.a. Armando, Simon Vinkenoog en Kees van Kooten al flink waren verzet. In een wat rebelse atmosfeer ontwikkelde Flothuis een eigen stijl van interviewen.

### Journalistiek
Fotograaf Steye Raviez, vanaf 1965 aan Haagse Post verbonden als vormgever, zei het zo: 
'Hij stond erom bekend dat hij tijdens interviews zijn slachtoffers uitspraken ontlokte door na het stellen van een vraag waar geen bevredigend antwoord op volgde een desnoods minutenlange zenuwslopende stilte te laten vallen, waardoor de geïnterviewde de grip op wat te zeggen en vooral niet te zeggen kwijtraakte met als gevolg dat hij of zij meer losliet dan anders. Vaak resulteerde dat in een stuk in de krant waarover een controverse ontstond.'
De meest controversiële episode uit Flothuis' carrière dateert van 1967, toen de journalist, die tevens een verwoed amateur-wielrenner was, met collega Jean Nelissen de effecten van doping proefondervindelijk testte. Na een eerste keer zonder stimulerend middel op het Limburgse Adsteeg-circuit bij Beek te hebben gekoerst, liet het duo zich voor een tweede poging injecteren met pervetine en boekte een bescheiden tijdwinst. 'Ik reed als een vorst' citeerde de Haagse Post op de voorpagina de prestatie van zijn eigen reporter. Volgens schrijver en wieler-enthousiast Tim Krabbé was het succes overigens niet te danken aan doping, maar aan het feit dat het tweetal goed uitgerust en met een gevulde maag aan de tweede poging begon. Niettemin ondervond Flothuis als journalist veel waardering. Schrijver Willem Frederik Hermans die de journalist in 1966 op bezoek kreeg, liet zich lovend over hem uit. In Boze Brieven van Bijkaart (1977) citeert de schrijver uit zijn antwoord op een interviewverzoek van Ischa Meijer. Het is een tirade tegen de Haagse Post, die naar Hermans' mening veel te links is geworden. 'Hoe anders was dat vroeger, toen Trino Flothuis nog leefde.'

### Televisie
Flothuis, die zich sporadisch van het pseudoniem Wessel Franken bediende, zette zijn talent niet alleen in voor geschreven media (naast de Haagse Post ook literaire bladen als Gard Sivik en De Nieuwe Stijl), maar ook voor de televisie. Midden jaren zestig werkte hij mee aan het interviewprogramma Uit Bellevue en stond hij aan de wieg van het roemruchte Hoepla (1967), bekend van het eerste vrouwelijke naakt op de Nederlandse tv, dat na drie afleveringen door de omroep van de buis werd gehaald. In 1968 maakte hij, in samenwerking met cameraman Jan de Bont, naam met twee korte tv-documentaires over onderwerpen die Flothuis - als jazz- en sportliefhebber - na aan het hart lagen. In de De Bezetene portretteerde hij jazz-drummer Han Bennink, in Passing By autocoureur Ben Pon.  

### Invloed
Met die twee in een spontane, fly on the wall-stijl gedraaide documentaires legde hij de grondslag voor de typische VPRO-stijl die in het reportageprogramma Het Gat van Nederland (1972-78) een hoogtepunt zou bereiken. Het Vrije Volk prees in zijn bespreking De Bezetene, maar waarschuwde wel voor 'een mooi werkstuk, gemaakt zonder concessies en daardoor wellicht shockerend voor velen.'
Maar ook als schrijvende journalist liet Flothuis zijn sporen achter. Volgens Steye Raviez toonde journalist Ischa Meijer zich bijvoorbeeld een vlijtige leerling: 'Door mijn aanwezigheid als vaste fotograaf, en als gelegenheidschauffeur bij veel van Ischa’s interviewsessies, werd ik door mijn gesprekken met Ischa in de auto steeds weer gewaar hoezeer Ischa Trino’s stijl trachtte te evenaren. (...) Omdat hij Trino’s werkwijze niet zelf kon observeren, hoorde hij mij uit over zijn interviewtechnieken.'

### Overlijden
Op 16 juli 1969 maakte Flothuis op dertigjarige leeftijd een einde aan zijn leven door uit een raam te springen van de Jelgersmakliniek in Oegstgeest, waar hij twee weken eerder was opgenomen. De journalist, in zijn vroege jeugd belast met het oorlogsverleden van zijn ouders, was ook als volwassene een buitenstaander gebleven. Daan Cartens in Goede Papieren, een uitgave van het Letterkundig Museum: 'Hij vroeg zich openlijk af wat het nut was van de stukken die hij schreef. De journalistiek werd al gauw een sleur voor hem en voor de meeste van zijn collega's had hij weinig achting. Hij was sowieso geen man die snel vrienden maakte, al was het maar doordat hij zich in gezelschap ijzig superieur kon gedragen.'  Dichter en Haagse Post-collega Hans Verhagen: ‘Trino deed veel aan ironie, en ik heb ontzettend met hem gelachen, al was het een heel lastige jongen. Hij dronk veel en aan het eind van zo'n avond kon hij enorm depressief zijn. Hij had ook de neiging om alles belachelijk te vinden. We hadden een keer wat gefilmd over lsd-therapie bij mensen met het concentratiekampsyndroom, en toen we terugreden naar Amsterdam zei hij: als ik ooit wat mankeer, ga ik dáár in elk geval nooit heen. Maar toen het slecht met hem ging, is hij juist daar van het dak gesprongen.'

### Postuum
De uitvaart van Flothuis vond plaats op 21 juli 1969 in crematorium Ockenburgh in Den Haag. W.L. Brugsma, hoofdredacteur van de Haagse Post, prees Flothuis als iemand die zich had verzet tegen 'de holle frase, de gelegenheidsgedachte en tegen het gelegenheidswoord'. Twee dagen later herhaalde de VPRO zijn documentaire over Ben Pon, voorafgegaan door een kort in memoriam. Ook de Haagse Post stond bij Flothuis' overlijden stil. Kees van Kooten: 'Alles wat hij schreef was waar.' In 2015 heeft de dochter van Flothuis' zuster Tineke diens persoonlijke archief overgedragen aan het Letterkundig Museum.